# South Perrott
South Perrott è un villaggio e parrocchia civile dell'Inghilterra, appartenente alla contea del Dorset.